# Michael Campus
Michael Campus (28 de març de 1935 - 15 de maig de 2015) va ser un director de cinema, guionista i productor estatunidenc. És conegut per dirigir la pel·lícula de 1973 The Mack. Va morir el 15 de maig de 2015, a la seva llar d'Encino, Califòrnia de melanoma.

## Filmografia
- Z.P.G. (1972)
- The Mack (1973)
- The Education of Sonny Carson (1974)
- The Passover Plot (1976)
- Christmas Cottage (2008)